# Лиса Симпсън
Лиса Мари Симпсън (на английски: Lisa Simpson]) e анимационен герой от „Семейство Симпсън“. Лиса е един от най-популярните и обичани герои в сериала. Тя е идеалистка и последователка на будизма, което я прави носителка на положителните „Симпсън“ черти.
Мат Грьонинг дава името ѝ в чест на сестра си – Лиса.
През 1992 заради участието си в епизода „Lisa the Greek“, Ярдли Смит и образа ѝ, получават награда „Еми“. По-късно Лиса влиза в „Енциклопедията на измислените хора“, където влиза в списъка на измислените демократи, музиканти-любители и децата по-умни от по-голямата част от възрастните. През 2000 г. влиза в списъка на най-недооценените личности, а през 2002 споделя с Барт 11 място в списъка на 50-те най-великите анимационни герои в списание „TV Guide“. В интернет анкета зрителите класират Лиса като четвъртия най-любим герой, след Хоумър, Барт и Ралф.

## Биография
Лиса е родена на 2 август 1984 г. Доказателство за това са думите, че тя родена по време на Олимпийските игри в Лос Анджелис, което дава интервал от 28 юли 1984 и 12 август 1984 г. Дата става ясна от пояснението, че това е денят, в който е проведен спринтът на 100 м. при жените, което фиксира датата до 2 август. Освен това става ясно и че Лиса е по-млада от Барт с 2 години и 38 дни.
Първата дума на Лиса е „Барт“, както разбираме от анимацията. След това тя може да възпроизвежда свободно думи.
Лиса е по-особена от дете. Като бебе сама сменя пелените си. На три години вече може да говори свободно и да сглобява думи от кубчета. Психологът на Спрингфийлдското начално училище случайно забелязва малката Лиса, която сглобява пъзел на Тадж Махал. Той препоръчва на Хоумър и Мардж да развиват талантите на Лиса.
По-късно Хоумър вижда саксофон на една от витрина. По думите му това става през 1990. Той го купува, оставяйки климатика, който мисли да монтира в горещото лято. На саксофона поставя надпис: „TO LISA: NEVER FORGET YOUR DADDY LOVES D'OH!“ (букв. „До Лиса: никога не забравяй, че татко те обича“, но надписът не е завършен поради изблика на Хоумър).
По-късно в училище тя показва завидни умения и таланти. Тя много често е описвана от директора Сиймор Скинър като „най-умното дете в училище“ и „причината поради която това все още е училище“. Тя обаче е разочарована от бавното напредване в материала, и на много пъти се опитва да учи в друго училище (веднъж дори се записва в Монашеско училище). Лиса става училищен президент веднъж (всъщност това е пародия на мюзикъла „Евита“, базиран на живота на Ева Перон).
Друг важен момент в живота ѝ е създаването на сайта SpringFace, който заради огромната си популярност причинява масови катастрофи. Тя е и водещ на „Детските новини“ в Шоуто на Кръсти Клоуна. Друго нейно журналистическо проявление е издаването на собствения ѝ вестник „Червена рокля“, с който се противопоставя на Монгомъри Бърнс и закупените от него медии (алюзия към Рупърт Мърдок и закупуваните от него медии).

### Проблеми с килограмите
В един от епизодите Лиса развива мания за килограмите си. Целият епизод пародира отношението към по-слабите и подтикваната анорексия сред подрастващите. В края на епизода тя казва „като всяка жена аз оставам вманиачена по килограмите си“.
Всъщност тази случка в живота ѝ провокирана от реално заболяване, от което страда озвучаващата ѝ актриса Ярдли Смит – булимия.

### В бъдещето
Симпсън на няколко пъти виждат бъдещето. При едно от първите им пътувания се вижда, че Лиса учи екология в американски колеж. Там тя се запознава със симпатичен англичанин, за когото е готова да се омъжи. На сватбата обаче тя го изоставя. В друг от тези погледи, тя излиза на бала си с Мълхауз Ван Хутен, но го изоставя, за да не опропасти бъдещето си. Относно кариерата ѝ също има няколко варианта. В първия тя става президент след Доналд Тръмп и трябва да вдигне данъците, за да плати на кредиторите и да избегне фалит. Там тя се хвали, че е първата хетеросексуална жена-президент. Не се обръща внимание на това дали има връзка или е омъжена.
Друг от погледите на Симпсън описва с картини бъдещето. Там се намеква за бисексуалността на Лиса, тъй като тя държи последователно ръката на две момичета, но е показана сватбата ѝ с Мълхауз. Там е показана и дъщеря ѝ – Зия. За кариера не се споменава.
Симпсън имат доста прегледи на бъдещето, което оставя много неизвестни около общия план на действието (виж списък с епизоди на „Семейство Симпсън“).

## Интелект
IQ на Лиса се мени в сезоните (варира между 156 или 159), като веднъж влиза в Менса. Безспорно обаче тя е най-умната както в семейството, така и в училище. В един от погледите към бъдещето тя казва, че чете на 78 ниво. С майка ѝ Мардж често са описвани като „гласът на разума“, в пълно противопоставяне с Хоумър и Барт.
В по-ранните сезони обаче Лиса не се различва много от брат си. Тя е мързелива, гледа много телевизия. По-късно тя се очертава като напълно отделна и завършена личност. Все още обаче проявява типични за възрастта ѝ черти, като това, че обожава анимацията „Заядливко и Хапливко“, често играе с куклата „Стейси от Малибу“ (въпреки че веднъж застава срещу нея в епизода „Lisa vs. Malibu Stacy“).
Лиса владее италиански, френски, чете на латински, разбира малко испански и китайски.

## Интереси и способности
Лиса е талантлив музикант, есеистика, поет и писател. Може би най-известното ѝ хоби е джаз-музиката. Тя често свири на саксофон (използва размер №4,5, който е много „тежък“, и при изпълнението му трябва да се напрягаш повече).
Друго нейно хоби е поезията. Лиса е талантлив поет (въпреки че има едва няколко стиха). Тя е повлияна от Алън Гинсбърг, което личи от първото ѝ стихотворение – „Зов на неразбрания“ (сезон 3 епизод 7):
Аз бях свидетел,

как най-добрите творби

на поколението ми,

бяха унищожени от безумието

на моя брат.
Ясно се вижда препратката към стихотворението „Стон“ на Гинсбърг, в което се казва:
Аз бях свидетел,

как най-добрите мисли на

поколението ми,

бяха унищожени от

безумието.
Освен поет Лиса е и писател. Тя на няколко пъти споменава, че пише свой роман. Разбираме, че тя е и автор на незавършения роман „Те ми обещаха пони“ (оригинално: They promised me ponies"), част от която Барт къса. В епизода „Зад кулисите на смеха“ Лиса става автор и на автобиографичната книга „Къде са остатъците ми?“, в която разкрива, че са ѝ давани тайно хормони против растеж (на което Хоумър отговаря „Как бих могъл да капна необходимите три капки всеки ден в закуската ѝ?“).

### Блиц-анкета
- Любим филм – „Заядливко и Хапливко“
- Любима книга – „Тайната градина“, Франсис Ходжсън Бърнет
- Любимо ястие – сладолед, кус-кус, домашни вафли с кленов сироп
- Любима песен – „Birth of the Cool“
- Религиозна принадлежност – будистка

- В епизода „The President Wore Pearls“, Лиса споменава своя E-mail адрес – smartgirl63_\@yahoo.com. Адресът всъщност не съществува в реалния живот, тъй като използването на наклонена черта не е позволено.

### Дреха
Лиса е облечена, както всички членове на семейството си, в една дреха. Тя представлява червена рокля, завършваща на триъгълничета. Обута е в червени сандали, а на шията си има огърлица от бели перли. За нея казва, че я е получила след като се научава да чете като дванадесетокласничка. Официалното ѝ облекло е розова рокля, препасана с червен колан и шапка.

## Религиозни убеждения
Лиса е възпитана в семейство на протестанти, като развива свои-собствени възприятия свързани с вярата. Тя например не обръща голямо внимание на обреда и атрибутите свързани с него, а държи да има духовен мир. В първите сезони става ясно, че тя е християнка. По-късно не се обръща такова внимание на вероизповеданието на Лиса, но от посещенията ѝ в църквата разбираме, че тя е християнка. Прелом става когато в църквата на Спрингфийлд става средство за изкарване на пари. Лиса търси нови религии и избира будизма.
Преди да приеме новата си вяра на няколко пъти може да се приеме, че тя е по-скоро теист, не проявяващ религиозен фанатизъм. Тя живее по свои собствени правила, в консенсус с разбирането ѝ за „бог“. За основа на религията ѝ се приема схващането ѝ, че всяка религия води към Бога. Лиса става вегитарианка също по религиозни причини. Тя обещава да яде повече животни през живота си, въпреки убежденията на майка ѝ.
В същото време Лиса никога не позволява религиозните убеждения да стоят пред науката. В епизода „The Monkey Suit“ директор Скинър е принуден да преподава вместо еволюцията теорията за Сътворението. Лиса твърдо се противопоставя на това и започва да преподава еволюцията. Нейния антагонизъм спрямо библейската митология, наравно с науката води до съдебен процес, който тя печели с помощта на майка си (оприличават Хоумър на човекоподбната маймуна, „липсващото звено“.

## Отношения в семейството
В семейството си Лиса винаги е представяна като „гласът на разума“, заедно с майка си Мардж, в противовес с Барт и Хоумър, които често действат импулсивно. В епизодите тя често се появява, за да уточни нещо или да помогне в даден проблем. Макар и да действа в редки случаи като брат си и баща си, Лиса винаги преценява ясно ситуацията.
Тя е привързана повече към майка си, околкото към баща си. В епизода „Къщичката на ужасите X“, когато ѝ казват, че може да вземе само един от родителите си, тя не се замисля дори за секунда и избира Мардж. От други моменти можем да видим, че Лиса често се съветва с майка си относно проблемите си. Момичето често казва на майка си, че се възхищава от нея.
С баща си има различно отношение през епизодите. Тя е мила с него, а в замяна той я води на места, които харесва (въпреки че винаги която тя избере дестинацията той вика недоволно). В други случаи те се сърдят взаимно, но това е само временно. Хоумър например често споделя, че Лиса му е любимка (намеква го, когато те сглобяват огромния пъзел на Голдън Гейт и поизнася „Това е най-доброто нещо което съм правил след Лиса!“). В друг от епизодите прошепва директно, че Лиса е любимката им.
Това противоречи на станалото в „Къщичката на ужасите XXIII“, където Сатаната казва на Мардж, че ще вземе любимото ѝ дете. Той взима Маги със себе си.
С брат си често е карат. Както е и споменато в „Първата дума на Лиса“, първоначално Барт е бил в лоши отношения с новородената му сестричка, но по-късно започва да се разбира с нея. Въпреки това те често се карат за дреболии, но въпреки всичко продължават да си помагат. Отношенията ѝ с Маги не са развити от сценаристите, тъй като самата тя се появява рядко в епизодите. Все пак Лиса споменава, че с „Маги имаме най-здравата връзка – сестринската“.
Когато след проповедта в църквата идва края на света, Лиса е показвана като единствената праведница в семейството. Тя единствена получава шанс да влезе в рая, но Хоумър я спира. В друг от епизодите тя остава на Земята и не е спасена.

## Възлюбени на Лиса
- Нелсън Мънц' – Лиса се влюбва в него случайно. Опитва се да го промени към по-добро, но по-късно той отново става побойник.
- Милхаус ван Хутен – той непрекъснато преследва Лиса, тъй като е влюбен в нея. Тя често не отвръща на чувствата му, но когато той си намира гадже тя започва да го ревнува. В края на епизода тя го целува. Друго доказателство за чувствата ѝ към него има в поглед към бъдещето, където Лиса е омъжена за него, и двамата имат дъщеря – Зия.
- Ралф Уигъм – той се влюбва в Лиса в епизода „I love Lisa“. Тя обаче го отблъсква грубо с думите, че никога не го е харесвала.
- Люк Стетсън – първоначално Лиса го харесва, защото много прилича на нея, но по-късно когато му признава, че е навредила на сестра му, след което той казва, че се отвръщава от нея.
- Архимед Телониус – ученик от Началното училище на Източен Спрингфийлд. Лиса го среща случайно и се влюбва в него (възможно е и двамата да са само приятели). Когато Лиса го пита дали ще се видят отново той ѝ отвръща, че ще се срещат в прогимназията.
- Колин – той е персонаж от „Семейство Симпсън: Филмът“. Колин е талантлив младеж, който много прилича на Лиса. Връзката им остава недоразвита за зрителите.

## Глас
Докато ролите на Хоумър и Мардж са дадени на Дан Кастеланета и Джули Кавнър, които вече са част от „Шоуто на Трейси Улман“, създателите организират кастинг за гласовете на Барт и Лиса Симпсън. Първоначално за глас на момичето идва Нанси Картрайт, която се задоволява с описанието „средното дете“. Ярдли Смит първоначално доста се колебае дали да отиде на прослушването, но агентът и я убеждава да се яви. Сценаристите обаче смятат, че гласът на Смит е твърде висок и момичешки, т.е. не се свързва с героя. Самата Смит описва сцената така: "Аз винаги звуча твърде момичешки, прочетох две линии като Барт и те казаха: „Благодаря, че дойдохте!“. По-късно отново казват на Ярдли да дойде, но този път за ролята на Лиса. Преценява се, че гласът ѝ подходящ за тази роля.
Смит и сценаристите работят много по усъвършенстването на образа на Лиса. Така тя се превръща в морално изграден човек, а не просто копие на брат си и баща си. Мат Грьонинг споделя, че Смит притежава много от качествата на героинята си. Самата тя споделя, че това да озвучава Лиса е „най-лесната работа в живота ѝ“.
Погледнато само Марша Уейлс (Една Крабапел) и Ярдли Смит озвучават само по един герой (въпреки че последната озвучава някой звуци на Маги, като колежката си Картрайт). Това от една страна прави звученето на Лиса оригинално, вид запазена марка.
В началото на сериала Смит и другите пет основни гласови актьори получават по 30 000 долара на рисуван епизод. По-късно, по време на спора за заплащане от 1998 (при който повечето от озвучаващите актьори не се явяват в звукозаписното студио) FOX заплашват, че ще заменят гласовите актьори. Спорът обаче е решен и Смит получава по 125 000 на епизод. През 2004 г. при нов спор, заплатата ѝ е вдигната до 250 000 долара. През 2008 г. актьорите се предоговарят и получават по 400 000 на епизод (което прави 8 800 000 долара на рисуван сезон с 22 епизода). Три години по-късно, телевизията заявява, че ще спре продукцията ако разходите не бъдат намалени с 30%. Така Смит и другите гласови актьори получават по малко над 300 000 долара.
В българския дублаж се озвучава от Нели Топалова в дублажа на БНТ. Светлана Смолева в дублажите на Александра Аудио и студио Доли, но в края на тринайсети сезон до средата на четиринайсети сезон е временно заместена от Василка Сугарева. В „Семейство Симпсън: Филмът“ се озвучава от Нели Токмакчиева.